# Progresso do Sambizanga
El Progresso do Sambizanga es un equipo de fútbol de Angola que juega en la Girabola, la liga de fútbol más importante del país.

## Historia
Fue fundado el 17 de noviembre de 1975 en el poblado de Malanje de la capital Luanda tras la fusión de los equipos Juventude Unida do Bairro Alfredo (JUBA), Juventista y Vaza SC.
Es el único equipo que juega en la Girabola que cuenta con una sección de fútbol femenil, así como en balonmano, baloncesto, balonmano y ajedrez. El logro más importante del club ha sido ganar la Copa de Angola en la temporada de 1996 tras vencer en la final al CD Primeiro de Agosto.
A nivel internacional han participado en un torneo continental, en la Recopa Africana 1997, en la que fueron eliminados en la primera ronda por el FC 105 Libreville de Gabón.
Bumbum

## Palmarés
- Copa de Angola: 1

1996

## Participación en competiciones de la CAF
| Temporada | Torneo          | Ronda | Club              | Casa | Visita | Global |
| --------- | --------------- | ----- | ----------------- | ---- | ------ | ------ |
| 1997      | Recopa Africana | 1     | FC 105 Libreville | 1-0  | 0-2    | 1-2    |

## Gerencia
| Nombre        | Posición          |
| ------------- | ----------------- |
| Paixão Júnior | Presidente        |
| Manuel Santos | Gerente de Fútbol |

## Jugadores

### Jugadores destacados
- Santinho[11]
- Man-Tai[12]
- Vieira Dias[13]
- João Simão[14]
- Luís Cão[15]
- Bonito[16]
- Zico[17]

## Entrenadores
- Rui Clington (1978)[16]
- Kidumo Pedro (1989-1990)[18]
- Carlitos Romão (199?)[17]
- Napoleão Brandão (199?)[17]
- Luís Cão (199?)[17]
- Gojko Zec (1993)[17]
- Arnaldo Gamonal (2001)[19]
- Salviano Magalhães (?-2001)[20]
- Napoleão Brandão (2001-2003)[20][19][21]
- Carlos Costa (interino-2003)[21]
- Arnaldo Gamonal (2003)[19][22]
- José Alberto Costa (2003-?)[22]
- José Ferraz (?-2005)[23]
- Luís Mariano (2005-~2006)[23][24]
- João Machado (2007-?)[25]
- Ndunguidi Daniel (2008-?)[26]
- Janguilito (2009-?)[27]
- Draško Stojiljković (?-2011)[28]
- Kito Ribeiro, Zico, Bala y Chibia (interinos- 2011)[28]
- Jan Brouwer (2011-?)[29]
- David Dias (?-2013)[30]
- Lúcio Antunes (2013-?)[30]
- Mário Calado (?-2015)[31]
- Albano César (2015-?)[32]
- Kito Ribeiro (?-2017)[33]
- Hélder Teixeira (2018-?)[34]
- Paulo Dias (2021-presente)[3]